# Futbolniy Klub Dinamo Sankt-Peterburg
O Futbolniy Klub Dinamo Sankt-Peterburg, mais conhecido como Dínamo de São Petersburgo (em Russo: Футбольный клуб  Дина́мо Санкт-Петербург) foi um clube de futebol russo de São Petersburgo fundado em 1922. A equipe foi muito conhecido durante a época soviética como Dínamo de Leningrado, disputa seus jogos como mandante no MSA Petrovskiy, ao longo de sua historia, o clube foi refundado em 1960, 2000 e 2007.

## Historia

### O passado glorioso
O clube foi fundado em 1922, com o nome de Dínamo de Leningrado como parte do clubes desportivos Dinamo, que agrupava diversos clubes desportivos de toda a União Soviética. Essa sociedade foi o principal patrocinador do clube nesse período. O clube atuo em 1936 da Primeira Divisão da URSS sendo um dos sete clubes que participaram na primeira edição da liga. Permaneceu na Primeira Divisão da URSS até a edição de 1941 que foi interrompida, pela entrada da URSS na Segunda Guerra Mundial. após a guerra o clube continuou jogando na primeira divisão até 1954, findando entre os cinco primeiros em três ocasiões. Em 1954, foi decidida a substituição do Dynamo por outro clube após seu décimo lugar na liga.

### o novo começo
Em 1960 após dois anos o clube ressurgiu na Primeira Liga Soviética Série B votou a primeira divisão.

### A outra era negra
O Dínamo de São Petersburgo perdeu o estatuto profissional em 2000, por problemas econômicos, sendo imediatamente refundado por uma empresa local. No entanto voltou a perder o estatuto de profissional em 2004.

### FC Petrotrest São Petersburgo
O atual Dínamo de São Petersburgo foi fundado, após a fusão com outro clube o FC Petrotrest São Petersburgo.